# Пеуэнчес
Департамент Пеуэнчес  (исп. Departamento de Pehuenches) — департамент в Аргентине в составе провинции Неукен.
Территория — 8720 км². Население — 24087 человек. Плотность населения — 2,80 чел./км².
Административный центр — Ринкон-де-лос-Саусес.

## География
Департамент расположен на северо-востоке провинции Неукен.
Департамент граничит:
- на севере — с провинцией Мендоса
- на востоке — с провинцией Рио-Негро
- на юге — с департаментом Аньело
- на юго-западе — с департаментом Лонкопуэ
- на западе — с департаментами Чос-Малаль, Ньоркин

## Демография
По данным Национального института статистики и переписи населения в Аргентине на 2010 год численность жителей департамента была 24 087 против 13 765 человек в 2001 году, что составило рост на 75,0%.

## Административное деление
Департамент включает 4 муниципалитета:
- Ринкон-де-лос-Саусес
- Барранкас
- Бута-Ранкиль
- Октавио-Пико

## Важнейшие населенные пункты[3]
| № | Населённый пункт     | Населённый пункт (исп.) | Категория | Население чел. (2010) | На карте                        |
| - | -------------------- | ----------------------- | --------- | --------------------- | ------------------------------- |
| 1 | Ринкон-де-лос-Саусес | Rincón de los Sauces    | город     | 18691                 | 37°23′23″ ю. ш. 68°55′27″ з. д. |
| 2 | Бута-Ранкиль         | Buta Ranquil            | город     | 2443                  | 37°03′03″ ю. ш. 69°52′35″ з. д. |
| 3 | Барранкас            | Barrancas               | поселок   | 938                   | 36°49′18″ ю. ш. 69°54′58″ з. д. |
| 4 | Октавио-Пико         | Octavio Pico            | поселок   | 113                   | 37°35′21″ ю. ш. 68°15′31″ з. д. |

## Общины
- Аукинко
- Курако
- Ринкон-Колорадо
- Чакайко
- Эль-Крусе
- Лас-Кортадерас